# 蛇窪神社
蛇窪神社（へびくぼじんじゃ）は、東京都品川区二葉にある神社。登記上の宗教法人名称は天祖神社（てんそじんじゃ）。2019年（令和元年）5月1日より別称の蛇窪神社を通称表記へ格上げしている。

## 由緒
創建は鎌倉時代の文永8年（1271年）に北条重時の五男・時千代が、仏門に入り法圓上人となり、大森（現在の大田区）に厳正寺を開き、その家臣が蛇窪（現在の当地付近）に住み着いた。後の元亨2年（1322年）に厳正寺の僧侶が池の竜神へ雨乞いの祈願したところ、慈雨が降ってきたのでそれに感激した時千代の旧臣らが当地にも神社を勧進し祀ったというのが始まりであるという。
当時は神明社と称していたが、村社に昇格した際に「天祖神社」に改名した。2019年（令和元年）5月1日、御大典にあわせて近年から別称として使用していた「蛇窪神社」を通称表記に格上げした。
社殿等は第二次世界大戦による戦災で焼失し現在のものは1961年（昭和36年）に再建されたもの。また荏原七福神のひとつとして弁財天を祀っている。

## 祭神
主神
- 天照大御神

配祀
- 天児屋根命
- 応神天皇

## 境内社
- 白蛇辨財天社
- 蛇窪龍神社
- 法密稲荷社[3]

## 兼務社
天祖神社（蛇窪神社）宮司の兼務社は以下の通り。
- 太田神社

## アクセス
- 東急大井町線・都営地下鉄浅草線・中延駅より徒歩5分、または横須賀線・西大井駅より徒歩8分[1]。
- 拝観は無料。